# Ippolito (affresco)
L'Ippolito è un affresco proveniente da villa Arianna, rinvenuto durante gli scavi archeologici dell'antica Stabia e conservato all'Museo archeologico di Stabia Libero D'Orsi.

## Storia e descrizione
L'affresco risale alla seconda metà del I secolo a.C., in piena età neroniana ed era posto su una parete del triclinio di villa Arianna, la stessa stanza dove si trova l'affresco che dà il nome alla villa: fu rinvenuto durante gli scavi archeologici effettuati a partire dal 1950 da Libero D'Orsi, sotto forma di frammenti e quindi ricomposto e conservato nell'Antiquarium stabiano. Nel 2020 venne spostato nel Museo archeologico di Stabia Libero D'Orsi.
Il protagonista dell'affresco fu in un primo momento identificato come Teseo e solo in seguito riconosciuto come Ippolito; il personaggio è raffigurato in procinto di partire per una battuta di caccia, vestito con una clamide di color porpora, lo sguardo rivolto verso destra e con il viso, quasi stupito, i cui tratti somatici risultano essere molto marcati, come bocca carnosa, naso grande e folta capigliatura, che si discosta dalle classiche pitture in terzo stile: tutta la scena che contorna Ippolito è andata perduta, anche se nel lato destro si intravede l'uscita di un palazzo e in quello sinistro la nutrice con Fedra.